# Réservoir de Samarkand
Le réservoir de Samarkand ou réservoir de la Noura, ou encore lac de Temirtaou, est un lac artificiel du Kazakhstan (oblys de Karaganda) servant de réservoir d'eau aux villes de Temirtaou (qui se trouve au sud et à l'ouest du lac) et de sa région, ainsi que de Karaganda (plus au sud). Il est formé par la rivière Noura et mesure 25 kilomètres de longueur sur 7 kilomètres de largeur (84  km2). Il peut atteindre 12 mètres de profondeur.
Le réservoir de Samarkand a été construit en 1941 du temps de l'URSS. Il ne doit pas son nom à la ville de Samarcande qui se trouve en Ouzbékistan, mais à l'ancien nom de Temirtaou, d'avant 1945.